# Club de Básquetbol Pioneros de Quintana Roo
I Pioneros de Quintana Roo sono una società cestistica avente sede a Cancún, in Messico. Fondati nel 2006, giocano nella Liga Nacional de Baloncesto Profesional.
Disputano le partite interne nel Poliforum Benito Juárez, che ha una capacità di 5.300 spettatori.

## Cestisti
- Brody Angley